# Poa cusickii ssp. cusickii
Poa cusickii ssp. cusickii là một phân loài cỏ trong họ hòa thảo, thuộc chi poa.